# 9084 Achristou
9084 Achristou è un asteroide della fascia principale. Scoperto nel 1995, presenta un'orbita caratterizzata da un semiasse maggiore pari a 1,8598670 UA e da un'eccentricità di 0,0777811, inclinata di 23,09589° rispetto all'eclittica.